# Michele Calì
Michele Calì (Palermo, 1º luglio 1956) è un produttore cinematografico e produttore televisivo italiano.

## Biografia
Inizia la sua carriera cinematografica nel 1983 come segretario di produzione del film Non ci resta che piangere. Nel 1984 partecipa, sempre come segretario di produzione, alla miniserie televisiva La piovra 2. Sempre nello stesso anno si occupa dei casting relativi ai ruoli minori del film Ginger e Fred. L'anno seguente lavora nel film L'attenzione e nello stesso anno nel film Miranda. Nel 1986 è ispettore di produzione del fillm I soliti ignoti vent'anni dopo.
Nel 1987 si trasferisce a Verona e nel 1989 inizia a produrre programmi di varietà per la Rai fino all'anno 2002, tra questi: Comicamente donna su Rai 1 e successivamente tre edizioni su Rai 2; Il trofeo del mare, quattro edizioni su Rai 2; La scarpetta d'oro, tre edizioni su Rai 2. Nel frattempo, dal 1994, inizia a produrre un programma dal titolo Vacanze istruzioni per l'uso dove visita oltre 30 paesi nel mondo. Il programma viene trasmesso tuttora su rete nazionale. 
Nel 2006 inizia il percorso dei film a sfondo sociale con Il cielo può attendere, regia di Bruno Gaburro per Rai 2 sulla donazione degli organi. Nel 2008 produce I giorni perduti, film televisivo per Rai 2 sulla prevenzione all'alcolismo, diretto da Bruno Gaburro. Nel 2010 produce Prima della felicità: film sulla salute mentale trasmesso da Rai 2 per la regia di Bruno Gaburro. Nel 2012 produce il film TV sulla tossicodipendenza e sul rapporto genitori-figli dal titolo Un angelo all'inferno, diretto da Bruno Gaburro, presentato nell'ambito del programma delle attività della Regione del Veneto durante la 69ª Mostra internazionale d'arte cinematografica di Venezia. Nel 2016 produce Infernet, film sull'uso distorto del web diretto da Giuseppe Ferlito.
Nel 2023 produce Infiniti con la regia di Cristian de Mattheis, presentato all'80ª Mostra internazionale d'arte cinematografica di Venezia del 2023.

## Vita privata
È sposato con l'attrice e produttrice Federica Andreoli dalla quale ha avuto due figli: Francesca Calì ed Emilio Calì. 

## Filmografia

### Televisione
- Il cielo può attendere, regia di Bruno Gaburro - film TV (2006)
- I giorni perduti, regia di Bruno Gaburro - film TV (2008)
- Prima della felicità, regia di Bruno Gaburro - film TV (2010)
- Un angelo all'inferno, regia di Bruno Gaburro - film TV (2012)

### Cinema
- Infernet, regia di Giuseppe Ferlito (2016)
- Un amore così grande, regia di Cristian De Mattheis (2018)
- Infiniti, regia di Cristian De Mattheis (2023)